# Cryphia thamanaena
Cryphia thamanaena là một loài bướm đêm trong họ Noctuidae.